# Кухларји
Кухларји (словен. Kuhlarji) је насељено место у општини Кочевје, регија Југоисточне Словеније, Словенија.

## Историја
До територијалне реорганизације у Словенији били су у саставу старе општине Кочевје.

## Становништво
У попису становништва из 2011. године, Кухларји нису имали становника.
| Број становника према пописима | Број становника према пописима | Број становника према пописима |
| ------------------------------ | ------------------------------ | ------------------------------ |
| 1991                           | 2002                           | 2011                           |
| 0                              | 0                              | 0                              |